# 吴信
吴信（1196年—1263年），蒙古帝国将领，晋宁路荣河县（今山西省万荣县西南）人。
吴信目能夜视，月下在百步之外射雉兔，矢无虚发。1222年，率众归降木华黎，授镇西元帅，驻守禹门东卫堡。进据汾阴乡，金朝荣州守将知道他的威名，不敢迎击。吴信于是平定荣州。1230年，太傅耶律秃花派吴信进攻夹家堡，中伏，士卒溃散。吴信突围而出，跃马过深阱。集合溃卒，击破夹家堡。吴信在荣州任十余年，亲自耕作，为政廉平，境内宁静，远近来归。后以病致仕，六十八岁去世。其子吴思，袭荣河诸军奥鲁。